# Religia w Estonii
Estonia jest jednym z najmniej religijnych krajów Europy, 58% populacji nie czuje związku z żadną religią (2021). Wyznania z największą liczbą wiernych to protestantyzm (luteranizm) i prawosławie (odpowiednio 8% i 16%). Według sondażu Eurobarometr Poll 2010, 18% obywateli Estonii odpowiedziało, że „wierzą w istnienie Boga”, natomiast 50% „uważa, że istnieje pewnego rodzaju duch lub siła życiowa”, a 29% „nie wierzy w istnienie jakiekolwiek ducha, Boga lub siły życiowej”.

## Statystyki
| Religie/Kościoły                          | Liczba wiernych | Procent ludności | Źródło i rok danych                |
| ----------------------------------------- | --------------- | ---------------- | ---------------------------------- |
| Estoński Kościół Ewangelicko-Luterański   | 177 000         | 13,2%            | Operation World, 2010              |
| Estoński Kościół Prawosławny              | 158 000         | 11,8%            | Operation World, 2010              |
| Estoński Apostolski Kościół Prawosławny   | 22 000          | 1,64%            | Operation World, 2010              |
| Staroobrzędowcy                           | 16 500          | 1,23%            | Operation World, 2010              |
| Unia Ewangelicznych Chrześcijan Baptystów | 9440            | 0,7%             | Operation World, 2010              |
| Kościół katolicki                         | 5100            | 0,38%            | Operation World, 2010              |
| Chrześcijański Kościół Zielonoświątkowy   | 4600            | 0,34%            | Operation World, 2010              |
| Świadkowie Jehowy                         | 4018            | 0,3%             | Sprawozdanie Świadków Jehowy, 2022 |
| Islam                                     | 2679            | 0,2%             | Operation World, 2010              |
| Charyzmatyczne Zbory Ewangeliczne         | 2422            | 0,18%            | Operation World, 2010              |
| Judaizm                                   | 2000            | 0,15%            | Operation World, 2010              |
| Zjednoczony Kościół Metodystyczny         | 1700            | 0,13%            | Światowa Rada Metodystów, 2005     |
| Kościół Adwentystów Dnia Siódmego         | 1683            | 0,13%            | Atlas Adwentystyczny, 2011         |
| Mormoni                                   | 1086            | 0,09%            | LDS, 2012                          |